# Caesalpinia gilliesii
Caesalpinia gilliesii es un arbusto perteneciente a la familia Fabaceae. Es un arbusto silvestre endémico de Argentina y Uruguay, Desde hace tiempo se lo cultiva de manera ornamental como planta de jardín. Fue introducido en otros países como en el estado de Texas, EE. UU.

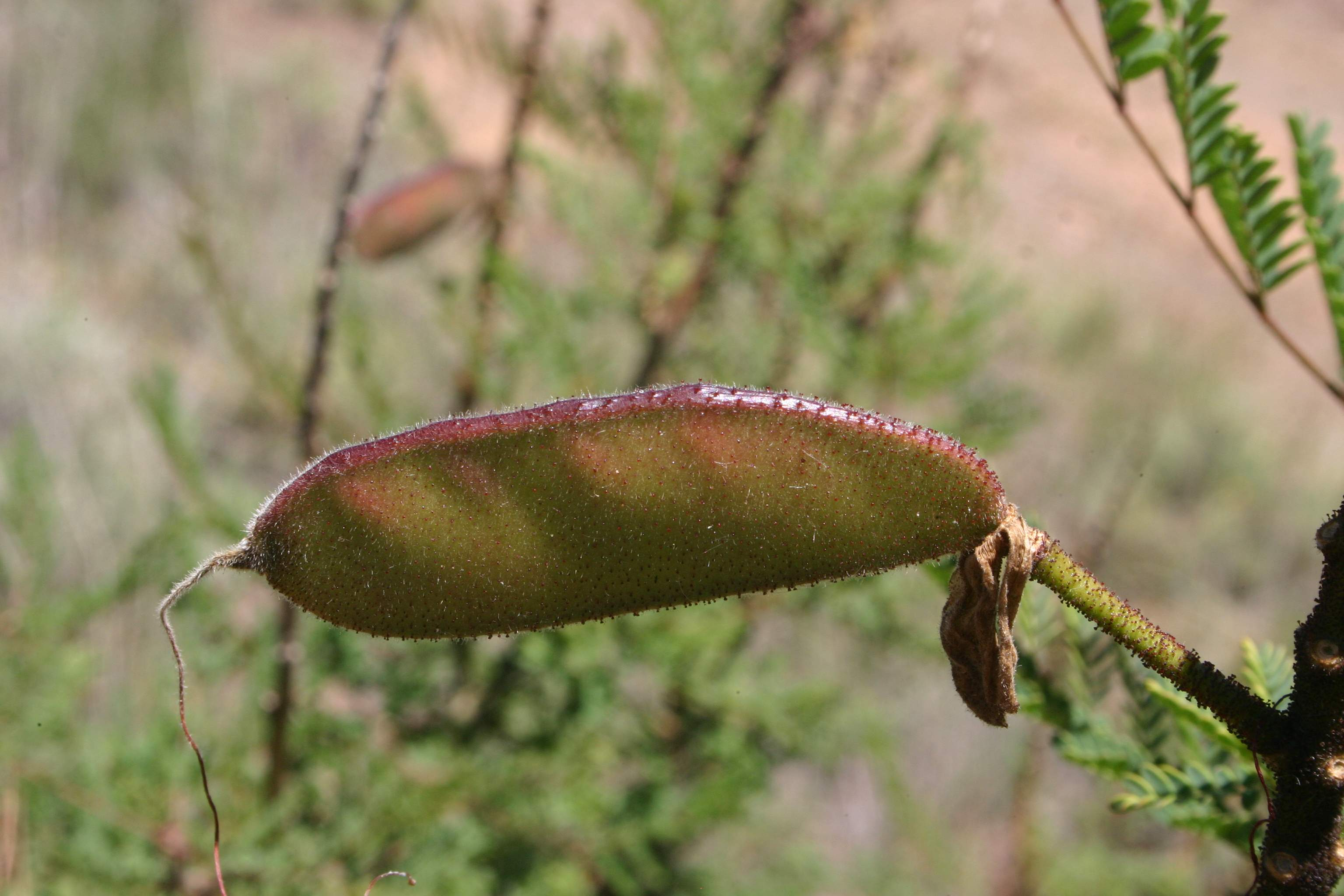
Fruto

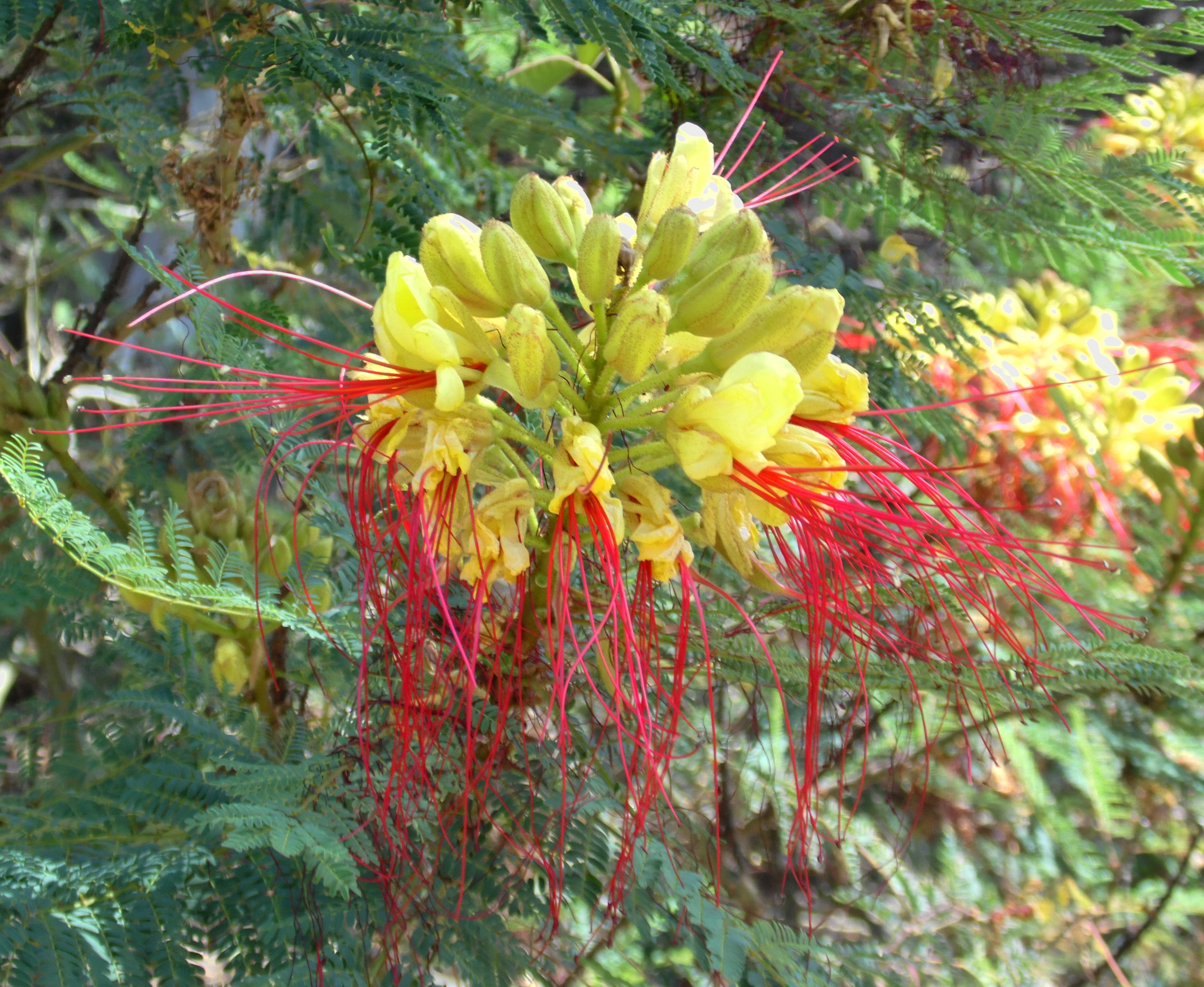
Flor

## Descripción
Alcanza unos 2 m de altura, inerme con ramas pubescentes y glandulosas. Hojas pari-bipinnadas, multifolioladas, glabras, de 6 a 28 cm, con estípulas anchas, oval-lanceoladas y ciliadas, papiráceas, persistentes, con pinas opuestas y alternas, aproximadamente 6 a 14 pares, de 1,5 a 3 cm. Folíolos, 6 a 13 pares por pina, oblongo-ovales, glabros. Flores agrupadas en racimos terminales piramidales, corimbosos. El fruto es una legumbre lineal, subfalcada, comprimida, rostrada, pubescente y punteado-glandulosa, dura, seca, de 5-10 × 1,5-2 cm , de color pajizo y con dehiscencia elástica. Semillas comprimidas, de 9 -12,5 mm
Es una planta de crecimiento rápido, cuya floración es en verano. Posee gran resistencia a la sequía.

## Taxonomía
Caesalpinia gilliesii fue descrito por Rodolfo Amando Philippi y publicado en Synopsis Plantarum 2: 1495. 1840.
Etimología
Caesalpinia: nombre genérico que fue otorgado en honor del botánico italiano Andrea Cesalpino (1519-1603).
gilliesii: epíteto otorgado en honor del botánico John Gillies.
Sinonimia
- Caesalpinia macrantha Delile
- Erythrostemon gilliesii (Hook.) Link & al.
- Erythrostemon gilliesii (Wall. ex Hook.) Klotzsch
- Poinciana gilliesii Hook.[4]
- Erythrostemon gilliesii var. burkartiana (subespecie presente en zonas de clima más extremos que se distingue principalmente por tener flores amarillas[5])

## Nombres comunes
- flor de san esteban, ave del paraíso, lagaña de perro[6] (que es el nombre patrón propuesto por Petetín en 1984,[7]), algarrobillo,[6] barba de chivo,[6] barbón[8] (en Chile), disciplina de monja,[6] espiga de amor,[6] flor de indio,[6] hedionda,[6] mal de ojo,[6] mal de ojos[8] (en Chile), mal de perro,[6] maldiojo,[6] pichana,[6] piscaba,[6] piscala,[6] pischala.[6]